# Fur Kirke
Fur Kirke er sognekirke på øen Fur i Limfjorden. Kirken er indviet til Sct. Morten og kaldes derfor også Sct. Mortens Kirke. På sognets hjemmeside og i skrifter om kirken benytter man også den gamle skrivemåde for øens navn og benævner derfor kirken som Fuur Kirke.

## Kirkens udseende

### Kirkens ydre
Kirken ligger højt på en gammel havskrænt på øens østside. Det er en stor kirke med et langt skib, hvortil kommer både tårn mod vest og kor og apsis mod øst. Den er bygget dels af granitkvadre og dels af rødsten – en lokal sandsten på Fur. Den har – lidt usædvanligt – våbenhus på nordsiden. Her findes desuden en trappe til tårnets 2. stokværk. Kirken er tækket med bly.

### Kirkens indre
Den nuværende altertavle består af sidefløjene af den oprindelige middelalderlige altertavle med billeder af de 12 apostle. I midten ses en moderne kopi af et middelalderkrucifiks. Den gamle altertavles midterparti er gået til.
Døbefonten er den oprindelige, formentlig lavet af en engelsk stenhuggermester. Prædikestolen er i renæssancestil fra 1600-tallet og er en såkaldt lektorieprædikestol, som oprindelig har været anbragt tværs over åbningen mellem kor og skib.

## Kirkens historie
Kirken er bygget i begyndelsen af 1100-tallet. Den blev hurtigt efter opførelsen overdraget til Viborg Domkapitel og tilhørte derefter domkapitlet indtil reformationen.